# Wiper
Wiper – rodzaj złośliwego oprogramowania służący hakerom do kradzieży lub usunięcia danych z dysku twardego. Przez częściowe bądź całkowite usuwanie zawartości powoduje awarię systemu.

## Nazwa
Wiper z ang. oznacza wycieraczkę samochodową lub ogólniej coś czyszczącego. Program typu wiper typowo usuwa wszystkie dane, w tym ślady zostawione po sobie na dysku – stąd jego nazwa.

## Charakterystyka
Wiper sam tworzy swoje kopie. Może samodzielnie przenosić się na inne urządzenia przez sieć lub za pośrednictwem nośników danych. Najbardziej charakterystyczne dla tego rodzaju programów jest jednak to, że jest nastawiony na usuwanie danych, a nie modyfikowanie danych. Czyści dyski z danymi i oprogramowaniem przez co nie tylko uniemożliwia ponowne uruchomienie komputera, ale również zaciera za sobą ślady i utrudnia wykrycie samego ataku, jak i jego źródła.
Ataki wiperów są kierowane głównie przez osoby które chcą zaszkodzić zaatakowanej organizacji przez unieszkodliwianie jej urządzeń i zniszczenie danych. Część ataków tego typu jest zaplanowana tak, żeby najpierw przejąć jak najwięcej systemów i dzięki temu zaatakować więcej urządzeń jednocześnie.

## Przykłady ataków
Jednym ze znanych ataków wiperów jest atak na firmę Sony. Atak ten według władz USA został zorganizowany w Korei Północnej przez grupę „haktywistów”. Grupa hakerów miała na celu względy polityczne i nazywała się #GOP (Strażnicy Pokoju). Jednym z żądań zespołu było odwołanie emisji The Interview, ponieważ film naśmiewa się z ich prezentera. Jednak przez brak dowodów w tym przypadku również nie udało się udowodnić tożsamości sprawców. Drugim takim atakiem jest atak wipera na Iran.

## Ochrona
Jedną z form zapobiegania zniszczenia danych jest regularne tworzenie kopii zapasowych. Przynajmniej część tego typu kopii powinna być oddzielone od urządzeń udostępnianych na zewnątrz oraz od normalnych stanowisk produkcyjnych. Organizacje mające istotne dane muszą tworzy różnorodne warstwy zabezpieczeń, które mają ochronić przed wniknięciem do sieci (jak przy innych rodzajach złośliwego oprogramowania), a w wypadku wiperów istotne jest również ograniczenie rozprzestrzenia m.in. poprzez segmentację sieci i usług.